# Championnat de Nouvelle-Calédonie de football 2017
Navigation
Édition précédente Édition suivante
La saison 2017 du Championnat de Nouvelle-Calédonie de football est la sixième édition de la Super Ligue, le championnat de première division en Nouvelle-Calédonie. Les douze équipes engagées sont regroupées au sein d'une poule unique où elles affrontent deux fois leurs adversaires, à domicile et à l'extérieur. En fin de saison, le dernier du classement est relégué tandis que l'avant-dernier doit disputer un barrage de promotion relégation face à une formation de deuxième division.
C'est le club de Hienghène Sport qui remporte la compétition cette saison après avoir terminé en tête du classement. C'est le tout premier titre de champion de Nouvelle-Calédonie de l'histoire du club.

## Participants
- AS Magenta
- AS Lössi
- Hienghène Sport
- AS Mont-Dore
- AS Wetr
- SC Ne Drehu
- AS Tiga Sport
- Horizon Patho
- RC Poindimié
- Association groupes des jeunes du Pacifique - Promu de D2
- FC Bélep
- JS Baco - Promu de D2

## Compétition

### Classement
Le classement est établi sur le barème de points suivant : victoire à 4 points, match nul à 2, défaite à 1.
| Rang | Équipe                                          | Pts | J  | G  | N | P  | Bp | Bc | Diff |
| ---- | ----------------------------------------------- | --- | -- | -- | - | -- | -- | -- | ---- |
| 1    | Hienghène Sport -4                              | 71  | 22 | 17 | 2 | 3  | 69 | 23 | +46  |
| 2    | AS MagentaT                                     | 69  | 22 | 14 | 5 | 3  | 57 | 21 | +36  |
| 3    | AS LössiC -2                                    | 56  | 22 | 12 | 4 | 6  | 58 | 39 | +19  |
| 4    | AS Mont-Dore -1                                 | 56  | 22 | 10 | 5 | 7  | 51 | 41 | +10  |
| 5    | AS Tiga Sport -3                                | 54  | 22 | 12 | 2 | 8  | 46 | 38 | +8   |
| 6    | Horizon Patho -5                                | 54  | 22 | 10 | 7 | 5  | 51 | 31 | +20  |
| 7    | SC Ne Drehu                                     | 51  | 22 | 8  | 5 | 9  | 37 | 45 | -8   |
| 8    | AS Wetr -3                                      | 48  | 22 | 7  | 8 | 7  | 41 | 35 | +6   |
| 9    | Association groupes des jeunes du PacifiqueP -7 | 38  | 22 | 6  | 5 | 11 | 49 | 62 | -13  |
| 10   | RC Poindimié -4                                 | 37  | 22 | 5  | 4 | 13 | 39 | 69 | -30  |
| 11   | FC Bélep -9                                     | 32  | 22 | 6  | 1 | 15 | 35 | 66 | -31  |
| 12   | JS BacoP -8                                     | 19  | 22 | 1  | 2 | 19 | 28 | 91 | -63  |

|  | Qualification pour la Ligue des champions de l'OFC 2019                                                                                          |
|  | Participation au barrage de promotion-relégation                                                                                                 |
|  | Relégation directe en deuxième division |
|  | T : Tenant du titre C : Vainqueur de la Coupe de Nouvelle-Calédonie P : Promu de deuxième division En italique : club basé dans les îles Loyauté |

- Des pénalités sont infligées aux équipes qui ne peuvent pas fournir d’arbitre et ne remplissent pas certaines obligations vis-à-vis des équipes de jeunes.

### Matchs

#### Poule de promotion-relégation
Le 11e de Super Ligue affronte trois équipe de deuxième division en poule de promotion-relégation. Les rencontres ont lieu en février 2018 au Stade Numa-Daly, de Nouméa.

## Bilan de la saison
| Championnat de Nouvelle-Calédonie de football 2017 |                             |
| Champion                                           | Hienghène Sport (1er titre) |
| Coupes et trophées                                 |                             |
| Vainqueur de la Coupe de Nouvelle-Calédonie 2017   | AS Lössi                    |
| Qualifications continentales                       |                             |
| Ligue des champions de l'OFC 2019                  | Hienghène Sport             |
| Ligue des champions de l'OFC 2019                  | AS Magenta                  |
| Promotions et relégations                          |                             |
| Promus en Super Ligue                              | Trio Kedeigne               |
| Promus en Super Ligue                              | Thio Sports                 |
| Relégués en Promotion d'Honneur                    | JS Baco                     |
| Relégués en Promotion d'Honneur                    | FC Belep                    |